# Pemphis acidula
Pemphis acidula är en fackelblomsväxtart som beskrevs av J.R. Forster och G. Forster. Pemphis acidula ingår i släktet Pemphis och familjen fackelblomsväxter. Inga underarter finns listade i Catalogue of Life.

## Bildgalleri

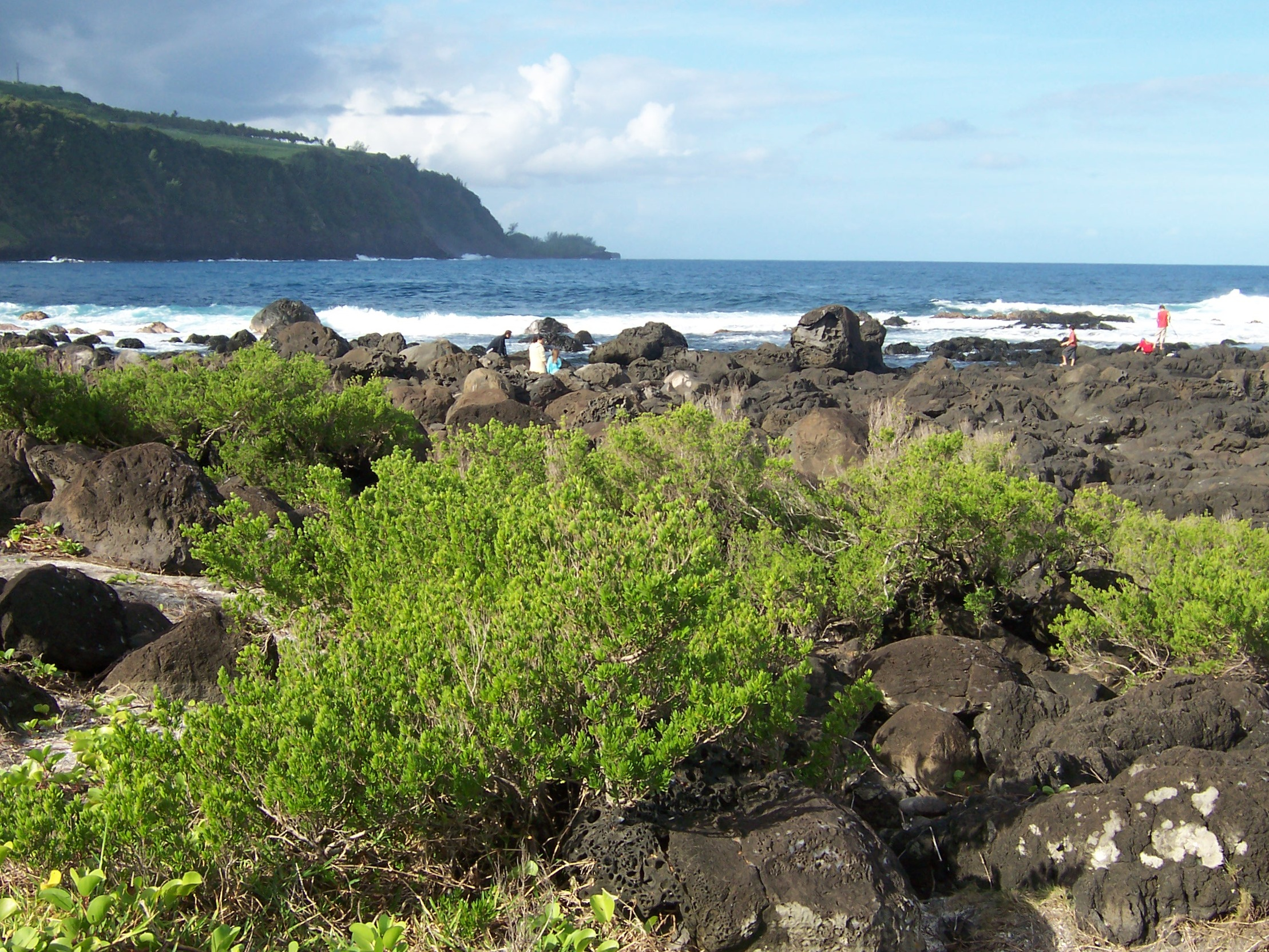
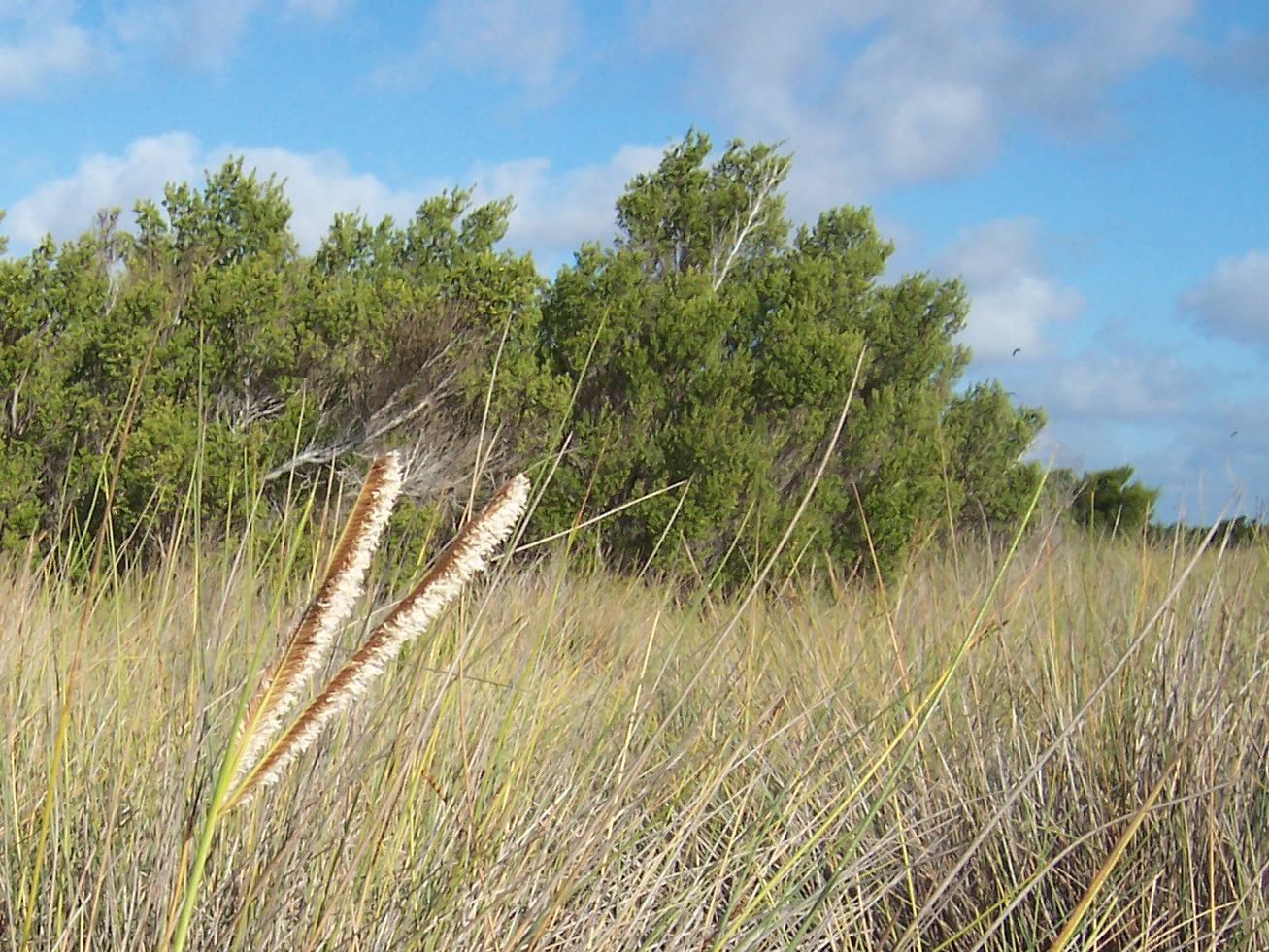
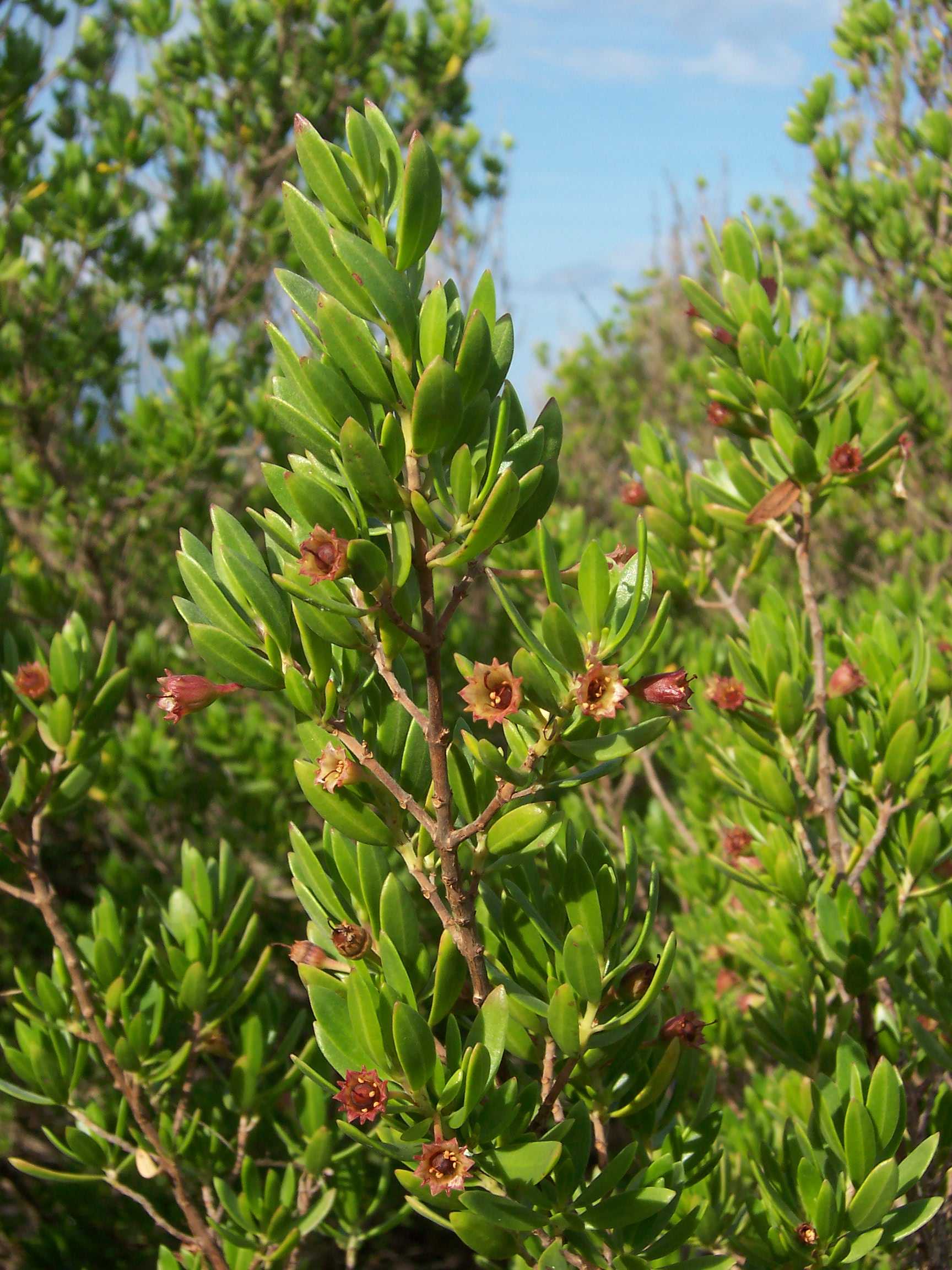
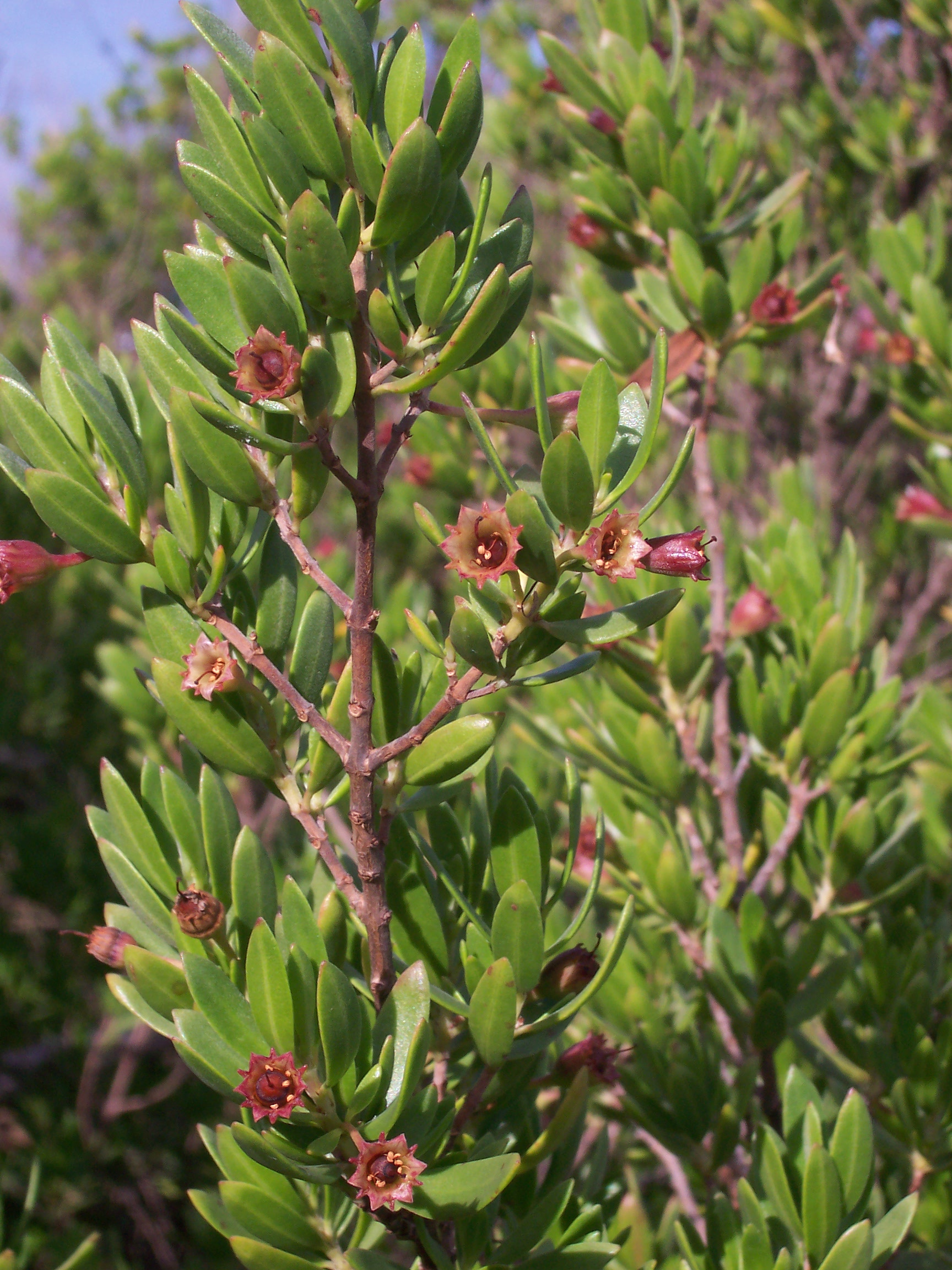